# Goryczka purpurowa
Goryczka purpurowa (Gentiana purpurea L.) – gatunek rośliny z rodziny goryczkowate (Gentianaceae Juss.). Występuje naturalnie w Alpach oraz na Półwyspie Skandynawskim (w południowej części Norwegii).

## Morfologia

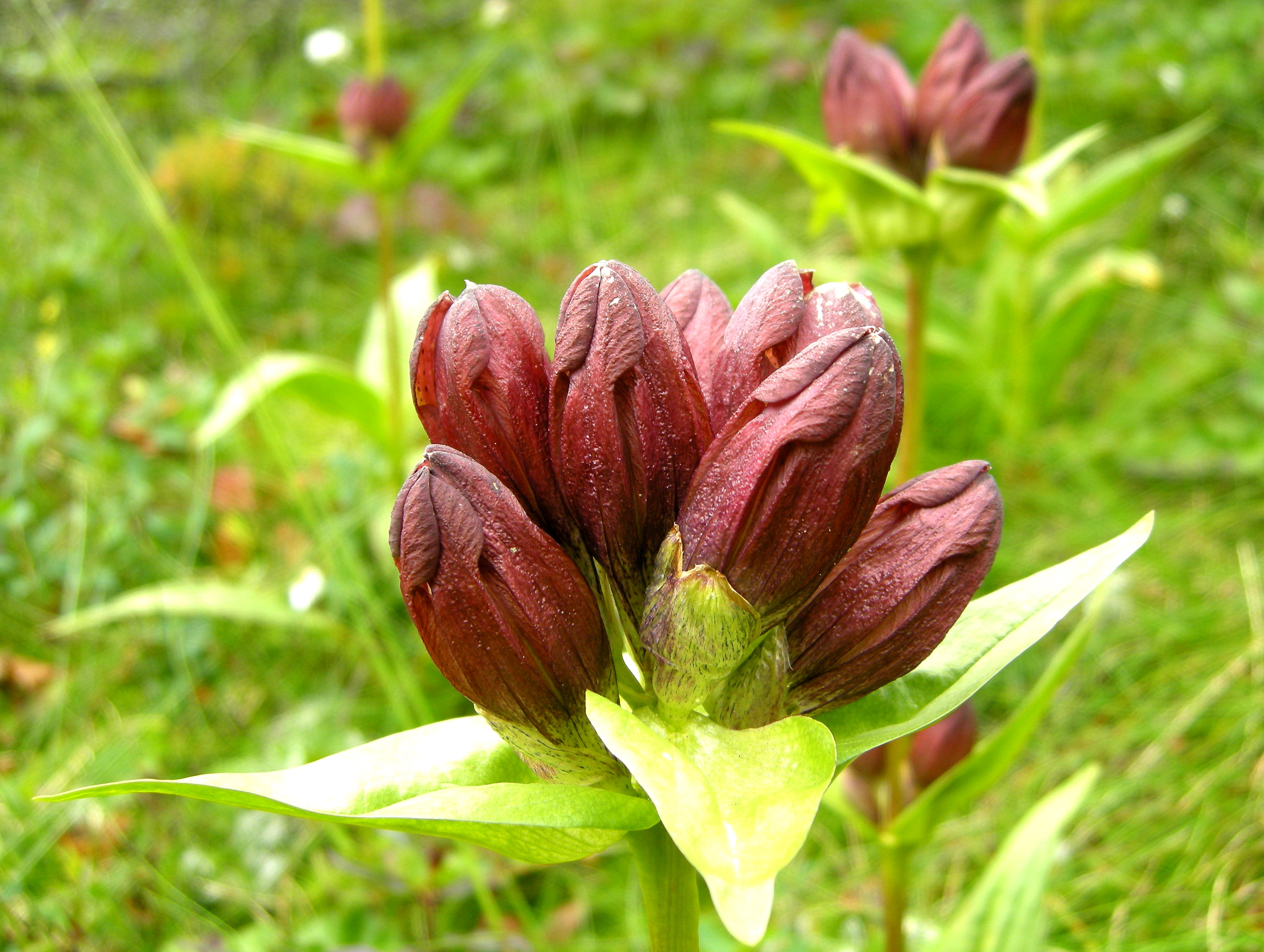
Kwiat

PokrójBylina dorastająca do 20–60 cm wysokości. Łodyga jest wzniesiona i pusta w środku. Korzeń jest palowy osiągający 1 m głębokości.
LiścieLiście odziomkowe osadzone są na ogonkach liściowych. Liście łodygowe są naprzeciwległe, siedzące. Mają owalnie lancetowaty kształt. Mierzą 15 cm długości. Wierzchołek jest ostry.
KwiatySiedzące, pojedyncze lub zebrane po 2–3. Rozwijają się w kątach górnych liści lub na szczycie pędów. Kielich jest zrośnięty, rozcięty do nasady w jednym miejscu. Głęboko wcięte płatki dorastają do 2,5–5 cm długości. Z zewnątrz mają brunatnoczerwoną barwę, natomiast wewnątrz są żółtawe z ciemnymi, podłużnymi plamkami. Korona kwiatu jest dzwonkowato rozpostarta.
Gatunki podobneRoślina jest podobna do goryczki panońskiej (Gentiana pannonica), od której różni się podłużnie rozciętym kielichem.

## Biologia i ekologia
Rośnie na górskich łąkach, w zbiorowiskach wysokich bylin oraz wśród roślinności krzewinkowej. Występuje na wysokości od 1700 do 2700 m n.p.m. Preferuje gliniaste podłoże, ubogie w wapń. Kwitnie od lipca do września. Znajduje się pod ochroną.

## Zastosowanie
Korzeń tego gatunku służy jako środek leczniczy, a także do produkcji wódki goryczkowej.